# Детроит (река)
Детроит (енгл. Detroit River) је река која протиче кроз САД. Дуга је 45 km. Протиче кроз америчку савезну државу Мичиген и канадску покрајину Онтарио. Улива се у језеро Ири.